# كواسي أووسو
كواسي أووسو (بالإنجليزية: Kwasi Owusu)‏ هو لاعب كرة قدم غاني في مركز الهجوم، ولد في 7 نوفمبر 1947، وتوفي في 30 مارس 2020 في سونياني في غانا. شارك مع منتخب غانا لكرة القدم. أما مع النوادي، فقد لعب مع نادي بوفواكوا تانو ‏.

## وصلات خارجية
- كواسي أووسو على موقع الاتحاد الدولي (مؤرشف)  (الإنجليزية)
- كواسي أووسو على موقع قاعدة بيانات كرة القدم.إي يو (الإنجليزية)
- كواسي أووسو على موقع ناشيونال فوتبول تيمز (الإنجليزية)
- كواسي أووسو على موقع اللجنة الأولمبية الدولية (الإنجليزية)
- كواسي أووسو على موقع أوليمبيديا (الإنجليزية)